# NGC 728
NGC 728 est constitué de trois étoiles situées dans la constellation des Poissons. L'astronome britannique John Herschel a enregistré la position de ces étoiles le 16 octobre 1827.